# Defending Jacob
Defending Jacob é uma minissérie norte americana de drama criminal, baseada no romance homônimo de William Landay, produzido pela Apple TV+. A série foi criada e escrita por Mark Bomback e dirigida por Morten Tyldum. É estrelado por Chris Evans, Michelle Dockery, Jaeden Martell, Cherry Jones, Pablo Schreiber, Betty Gabriel e Sakina Jaffrey. A série estreou em 24 de abril de 2020 e terminou em 29 de maio de 2020. A série recebeu críticas mistas dos críticos, que elogiaram as performances (particularmente a de Evans, Dockery e Martell), a ambiguidade e peso emocional, mas criticaram o ritmo da série e a conclusão.

## Sinopse
Defending Jacob conta a história de uma família que lida com a acusação de que seu filho de 14 anos pode ser um assassino. No entanto, a série acompanha as evidências de um crime que apontam para o garoto e o que seu pai fará para protegê-lo, o quanto a família está disposta a continuar junta diante dessa problemática e os detalhes de todo o relacionamento familiar conturbado pelos acontecimentos que se desenrolam na minissérie.

## Elenco

### Principal
- Chris Evans como Andy Barber
- Michelle Dockery como Laurie Barber
- Jaeden Martell como Jacob Barber
- Cherry Jones como Joanna Klein
- Pablo Schreiber como Neal Logiudice
- Betty Gabriel como Pam Duffy
- Sakina Jaffrey como Lynn Canavan
- Poorna Jagannathan como Dr. Vogel

### Recorrente
- J. K. Simmons como Billy Barber
- Patrick Fischler como Dan Rifkin
- Christopher Buckner como Billy Barber jovem (flashbacks)
- Lizzie Short como Marianne Barber (flashbacks)
- Evan Risser como Andy Barber jovem (flashbacks)
- William Xifaras comopadre O’Leary

## Episódios
| N.º | Título                                 | Dirigido por  | Escrito por  | Exibição original   |
| --- | -------------------------------------- | ------------- | ------------ | ------------------- |
| 1 | "Pilot" "(Piloto)"                     | Morten Tyldum | Mark Bomback | 24 de abril de 2020 |
| Andy Barber é um respeitado promotor assistente em Newton, Massachusetts, que vive uma vida suburbana contente com sua esposa Laurie e seu filho de 14 anos, Jacob. Andy é designado para processar o assassinato de Ben Rifkin, um colega de Jacob, que foi encontrado esfaqueado até a morte no parque perto de seu ensino médio. Andy e a detetive Paula Duffy questionam os alunos da escola, mas não conseguem discernir o motivo do assassinato. Enquanto questiona Jacob em particular sobre Ben, Jacob diz a Andy e Laurie que Ben era improvável e depois expressa frustração a Andy pela simpatia exagerada e falsa de seus colegas pela morte de Ben. Duffy descobre um possível suspeito, Leonard Patz, um predador sexual condenado, mas Andy é aconselhado a não levá-lo até que encontrem evidências sólidas. Naquela noite, Andy descobre um quadro de mensagens online em memória de Ben e fica perturbado depois de ler uma série de comentários, incluindo um do amigo de Jacob, Derek, acusando Jacob de assassinar Ben. Andy procura no quarto de Jacob e encontra uma faca que se encaixa na descrição da arma do crime escondida em sua gaveta. |                                        |               |              |                     |
| 2 | "Everything Is Cool" "(Está Tudo Bem)" | Morten Tyldum | Mark Bomback | 24 de abril de 2020 |
| Andy e Laurie confrontam Jacob sobre a faca e o quadro de mensagens. Jacob insiste que nunca usou a faca e que os comentários não fazem sentido. Andy descarta a faca. A polícia traz Leonard Patz para interrogatório, mas não consegue envolvê-lo no assassinato e ele é libertado. No escritório da promotoria, Lynn diz a Andy que a única impressão digital que eles pegaram do corpo de Ben pertence a Jacob e que Jacob se tornou o principal suspeito no caso. Andy é informado de que foi removido do caso e fica chateado quando descobre que Neal foi designado para processar em seu lugar. A polícia obtém um mandado de busca e revista sua casa. No caminho para casa da escola, Jacob vê a polícia do lado de fora da casa e, em pânico, foge. Quando finalmente encontrado por um policial, ele insiste que é inocente, mas revela que encontrou o corpo de Ben na manhã de sua morte e não contou a ninguém, pois tinha medo de ser responsabilizado por isso. Andy e Laurie descobrem que Jacob ficará preso durante a noite antes de sua denúncia na manhã seguinte. Em uma lanchonete, Leonard Patz examina seu álbum de fotos em seu telefone, cheio de fotos de Ben Rifkin, antes de excluí-las. |                                        |               |              |                     |
| 3 | "Poker Faces" "(Cara de Paisagem)"     | Morten Tyldum | Mark Bomback | 24 de abril de 2020 |
| Andy e Laurie contratam Joanna Klein, uma amiga de Andy e uma advogada experiente, para representar Jacob, e Jacob pode voltar para casa sob fiança. Andy e Laurie restringem Jacob de acessar as mídias sociais para mantê-lo longe da cobertura da mídia sobre o caso. Andy é assombrado por flashbacks de sua infância e revela a Laurie que seu pai, a quem ele havia dito que todos abandonaram sua família quando ele era bebê, é um assassino condenado. Laurie começa a rachar com o peso do caso: ela é mandada para casa em licença temporária de seu trabalho como diretora de uma casa de crianças, a garagem deles é vandalizada e sua melhor amiga interrompe o contato com ela. Andy, insistindo que Leonard Patz é o verdadeiro suspeito, convence Duffy a enviar-lhe o arquivo de Patz. Joanna envia Laurie e Andy ao Dr. Vogel, um psiquiatra especializado em comportamento genético, para prepará-los para a chance de a promotoria usar o "gene do assassinato" como argumento. Enquanto Andy se lembra de Jacob como uma criança normalmente comportada, Laurie lembra que Jacob era difícil e muitas vezes agressivo; Andy está chateado com o fato de Laurie sugerir que Jacob é capaz de violência, mas Laurie insiste que não duvida da inocência de Jacob. Sarah liga para Duffy e diz que ela tem informações sobre o assassinato de Ben. |                                        |               |              |                     |
| 4 | "Damage Control" "(Controle de Danos)" | Morten Tyldum | Mark Bomback | 30 de abril de 2020 |
| Andy visita a casa de um adolescente, Matt, que acusou Leonard Patz de agredi-lo sexualmente. Andy tenta questionar Matt, mas a visita se transforma em confronto e o comportamento defensivo de Matt leva Andy a acreditar que ele está escondendo alguma coisa. Mais tarde, Andy segue Patz até seu apartamento e toma nota de seu endereço. Em casa, Andy tem o prazer de encontrar Sarah visitando Jacob; mais tarde naquela noite, Jacob diz a ele que Sarah acredita que Derek matou Ben. Em particular, Jacob cria uma conta secreta no Instagram, apesar das regras de seus pais o banirem das mídias sociais. Enquanto isso, Laurie está se tornando cada vez mais desestabilizada, perseguindo seus ex-colegas de trabalho e mentindo para Andy sobre ir jantar com um amigo enquanto ela come em um restaurante sozinha. Na lanchonete, ela é abordada por uma mulher amigável em quem confia; quando a mulher se revela repórter do The Boston Globe, ela sai em pânico e não conta a Andy sobre o incidente. Dr. Vogel realiza vários testes para determinar quaisquer tendências psicopáticas em Jacob e tira uma amostra de DNA de Andy. Dr. Vogel revela que eles também precisam de uma amostra de DNA do pai de Andy, mas que ele só fornecerá uma amostra se Andy obtê-la. Andy, apesar da raiva e medo do pai, concorda.                          |                                        |               |              |                     |
| 5 | "Visitors" "(Visitantes)"              | Morten Tyldum | Mark Bomback | 8 de maio de 2020   |
| Andy visita seu pai e descobre informações perturbadoras sobre Derek e Sarah. |                                        |               |              |                     |
| 6 | "Wishful Thinking" "(Esperança)"       | Morten Tyldum | Mark Bomback | 15 de maio de 2020  |
| Andy e Klein exploram, de última hora, duas linhas de defesa para provar a inocência de Jacob. |                                        |               |              |                     |
| 7 | "Job" "(Trabalho)"                     | Morten Tyldum | Mark Bomback | 22 de maio de 2020  |
| No julgamento, é revelado que Jacob gostava de assistir pornografia violenta e escreveu histórias nas quais fantasiava sobre matar Ben. Patz escreve uma nota de suicídio, admitindo o assassinato de Ben. |                                        |               |              |                     |
| 8 | "After" "(Após)"                       | Morten Tyldum | Mark Bomback | 29 de maio de 2020  |
| Patz é confirmado por ter cometido suicídio e deixou uma nota admitindo o assassinato de Ben. Jacob é absolvido, no entanto, Andy suspeita que seu pai tenha o motorista da armação preta de Lincoln e assassine Patz para proteger Jacob. Laurie fica cada vez mais convencido de que Jacob assassinou Ben. Ela tenta forçar Jacob a admitir o assassinato e, a caminho de fazer um corte de cabelo em Jacob, bate no carro que ela está dirigindo com Jacob, colocando-o em coma, enquanto ela mesma sofre ferimentos graves, além de não se recordar do acontecido. Andy suaviza os acontecimentos do acidente, afirmando que sua esposa não teve culpa no ocorrido no tribunal de Justiça por Jacob. |                                        |               |              |                     |

## Produção

### Desenvolvimento
Em 20 de setembro de 2018, foi anunciado que a Apple havia encomendado uma série de oito episódios para uma adaptação da minissérie televisiva do livro Defending Jacob, de William Landay, em 2012. A série foi criada por Mark Bomback, que também escreveu a série e o executivo produziu ao lado de Chris Evans, Morten Tyldum, Rosalie Swedlin e Adam Shulman. Tyldum também dirigiu a série também. As empresas de produção envolvidas com a série consistem em Paramount Television e Anonymous Content.

### Escolha do elenco
Juntamente com o anúncio do pedido da série, foi confirmado que Chris Evans havia sido escalado para o papel principal da série. Em março de 2019, Michelle Dockery e Jaeden Martell se juntaram ao elenco da série. Em abril de 2019, Cherry Jones, Pablo Schreiber, Betty Gabriel e Sakina Jaffrey se juntaram ao elenco da série. J. K. Simmons foi revelado como parte do elenco em um trailer de março de 2020.

### Gravações
As filmagens foram confirmadas para começar em Newton, Massachusetts - a cidade onde o livro se passa - em abril de 2019. Três locais foram confirmados para filmar até aquele momento: Cold Spring Park, a vila de Newton Highlands e o UMass Amherst Mount Ida Campus. Outras filmagens começaram em Belmont, Massachusetts. As filmagens também começaram em Salem, Massachusetts, em 15 de junho de 2019, bem como no MCI Cedar Junction em Walpole, Massachusetts, em 17 de junho de 2019, e em Lowell, Massachusetts, pela UMass Lowell Tsongas Arena em 19 de junho de 2019. As filmagens ocorreram em River's Edge, em Medford, Massachusetts, em 21 de junho de 2019. As filmagens também começaram em 28 de junho de 2019, em Worcester, Massachusetts,  e em 8 de julho de 2019, em Watertown, Massachusetts, onde a fachada da antiga delegacia de Watertown aparecerá como delegacia de Newton na série. As filmagens ocorreram em 9 de julho de 2019 no Town Diner em Watertown. Em 18 de julho de 2019, eles filmaram na C&M Pizza em Leominster, Massachusetts. As cenas do bairro foram filmadas em Needham, Massachusetts.

### Marketing
A partir de março de 2020, passaram a ser lançados vídeos sobre a série no canal oficial da Apple no YouTube. O primeiro trailer foi lançado em 25 de março de 2020. Em 24 de abril, foi lançado o primeiro vídeo de bastidores das gravações, com comentários da prodição sobre a adaptação do livro para série. Em 2 de maio, foi lançado o segundo vídeo.

## Recepção
O site Rotten Tomatoes deu para a série um índice de 71% de aprovação dos críticos, baseado em 55 comentários. O consenso crítico do site disse: "Apesar do excelente trabalho de Michelle Dockery e Chris Evans, Defending Jacob estica seu material de origem muito fino, minando sua própria tensão rica com muito preenchimento melodramático". O Metacritic, que usa uma média ponderada, atribuiu uma pontuação de 61/100 com base em comentários de 23 críticos, o que indica "críticas geralmente favoráveis".
A série se tornou o segundo programa mais popular da Apple TV+.